# Mircea Frăţică
Mircea Frăţică (* 14. července 1957 Pogoanele) je bývalý rumunský zápasník–judista, bronzový olympijský medailista z roku 1984

## Sportovní kariéra
Aktivně se sportu začal věnovat během středoškolských studií v Bukurešti pod vedením, dnešními slovy MMA zápasníka (box, kickbox, karate, grappling) Sorina Arjoci. V druhé polovině sedmdesátých let se specializoval na judo v SC Dinamo. Od roku 1978 se připravoval ve Făgărași pod vedením Gheorghe Gujby a v závěru sportovní kariéry pod vedením Dorina Gavry. V rumunské reprezentaci se prosazoval od roku 1979 v polostřední váze do 78 kg. V roce 1980 startoval na olympijských hrách v Moskvě, kde v semifinále prohrál se Sovětem Šotou Chabarelim a v boji o třetí místo nestačil na Východního Němce Haralda Heinkeho. Obsadil 5. místo. V roce 1984 startoval na olympijských hrách v Los Angeles. V semifinále olympijské turnaje svedl vyrovnaný zápas se Západním Němcem Frankem Wienekem, který nakonec rozhodli rozhodčí praporky v jeho neprospěch. V boji o třetí místo nastoupil proti Japonci Hiromicu Takanovi a zvítězil minimálním rozdílem na koku získanou v boji na zemi držením. Získal bronzovou olympijskou medaili. Sportovní kariéru ukončil v roce 1986. Věnuje se trenérské práci.

## Výsledky
| Turnaj             | 1979             | 1980             | 1981             | 1982             | 1983             | 1984             | 1985             |
| Turnaj             | 22               | 23               | 24               | 25               | 26               | 27               | 28               |
| Turnaj             | polostřední váha | polostřední váha | polostřední váha | polostřední váha | polostřední váha | polostřední váha | polostřední váha |
| ------------------ | ---------------- | ---------------- | ---------------- | ---------------- | ---------------- | ---------------- | ---------------- |
| Olympijské hry     |                  | 5.               |                  |                  |                  | 3.               |                  |
| Mistrovství světa  | úč.              |                  | úč.              |                  | 3.               |                  | —                |
| Mistrovství Evropy | —                | 3.               | ?                | 1.               | 5.               | —                | 5.               |